# Senningen
Senningen (en luxemburguès: Senneng) és un poble de la comuna de Niederanven del districte de Luxemburg al cantó de Luxemburg. Està a uns 8,6 km de distància de la Ciutat de Luxemburg.